# 8429-es mellékút (Magyarország)
A 8429-es számú mellékút egy bő 16 kilométer hosszú, négy számjegyű mellékút Vas vármegye keleti részén, Jánosháza és Celldömölk térségét kapcsolja össze egymással.

## Nyomvonala
Jánosháza belterületének északi szélétől nem messze ágazik ki a 8457-es útból, egy terebélyes deltacsomópontban, északkelet felé. A hasonló mellékúti viszonyok között szokatlanul nagy kiterjedésű csomópont méreteit jelzi, hogy a közel egyenlő oldalú háromszög északi oldalán húzódó ág, amely önálló mellékútként 84 801-es útszámmal számozódik, több mint 230 méter hosszú, és a delta keleti vége már Kemenespálfa közigazgatási területére esik.
Mintegy 800 méter után éri el az út Kemenespálfa lakott területét, ahol a József Attila utca nevet veszi fel, majd a központban, 1,4 kilométer után északnak fordul, onnan már Damjanich János utca néven folytatódik. Ugyanott kiágazik belőle kelet felé a 84 136-os számú mellékút, ami régebben talán a Marcal folyó túlsó partján fekvő Kamonddal is összekapcsolhatta a falut, de mai állapotában csak a Boba–Bajánsenye-vasútvonal Kemenespálfa megállóhelyéig vezet. A 8429-es út valamivel a második kilométere előtt lép ki a község házai közül, 2,6 kilométer után még kiágazik belőle nyugat felé a Tordasújmajor településrészre vezető bekötőút, majd még az ötödik kilométere előtt átlép Boba területére.
Boba község lakott területeit az út nem érinti, azokat nyugatról messze elkerülve húzódik, csak egy kereszteződése van itt, a 6+150-es kilométerszelvénye közelében: a 8415-ös úttal keresztezik itt egymást, utóbbi kicsivel a tizedik kilométere előtt jár ezen a szakaszon. A hetedik és kilencedik kilométere között pedig Nemeskocs nyugati külterületei között húzódik, de lakott helyeket ott sem érint.
Szinte pontosan a kilencedik kilométerénél ér Celldömölk területére, fél kilométerrel arrébb beletorkollik kelet felől a 8459-es út, kevéssel a tizedik kilométere előtt áthidalja a Kodó-patakot, azután pedig végighalad a városhoz csatolt Izsákfa lakott területei között. 12,1 kilométer után kiágazik belőle délnyugat felé, Kemeneskápolna-Vásárosmiske irányába a 8433-as út, a folytatásban már a város különálló városrészének tekinthető Alsóság házai között húzódik, Sági utca néven.
14,4 kilométer után az út keresztezi a Ság-hegy egykori bányaüzemeihez vezető vasúti iparvágányt, onnantól Alsócelldömölk főutcájaként halad egy darabig észak, majd egy körforgalmú csomópont után északnyugat felé, az irányváltást követően már Széchenyi István utca néven. [A körforgalomból észak felé a 84 315-ös számú mellékút folytatódik, Celldömölk vasútállomásra.] Utolsó szakaszán még kiágazik belőle déli irányban a 8432-es út, ez Mesterin át Gérce községig vezet. A város központjában ér véget, beletorkollva a 834-es főútba, kevéssel annak a 26+750-es kilométerszelvénye előtt.
Teljes hossza, az országos közutak térképes nyilvántartását szolgáló kira.gov.hu adatbázisa szerint 16,418 kilométer.

## Története
1934-ben a kereskedelem- és közlekedésügyi miniszter 70 846/1934. számú rendelete a teljes hosszában harmadrendű főúttá nyilvánította, a Jánosháza-Kapuvár közti, akkori 825-ös főút részeként.

## Települések az út mentén
- Jánosháza
- Kemenespálfa
- (Boba)
- (Nemeskocs)
- Celldömölk – Izsákfa
- Celldömölk – Alsóság
- Celldömölk – Alsócelldömölk
- Celldömölk